# Tarano
Tarano é uma comuna italiana da região do Lácio, província de Rieti, com cerca de 1.199 habitantes. Estende-se por uma área de 20 km², tendo uma densidade populacional de 60 hab/km². Faz fronteira com Collevecchio, Forano, Montebuono, Selci, Stimigliano, Torri in Sabina.

## Demografia
| Variação demográfica do município entre 1861 e 2011                               |
|                                                                                   |
| Fonte: Istituto Nazionale di Statistica (ISTAT) - Elaboração gráfica da Wikipedia |